# ۴۰۶ (پیش از میلاد)
۴۰۶ (پیش از میلاد) ۴۰۶مین سال قبل از تقویم میلادی است.

## درگذشتگان
- ائوریپیدس، نمایش‌نامه‌نویس یونانی (آتنی)
- سوفوکل، نمایش‌نامه‌نویس یونانی (آتنی)